# Giro d'Italia 2008
Den 91. udgave af Giro d'Italia startede 10. maj 2008 i Palermo og blev afsluttet 1. juni i Milano.
Løbet startede med tre etaper på Sicilien før feltet cyklede videre nordover på kryds og tværs i Italien. På 17. etape var der målstreg i Schweiz. Bjergetaperne startede fra 14. etape. Årets Cima Coppi (løbets højeste punkt) var Passo Gavia på 20. etape. Løbet havde hele fire enkeltstarter, en af dem bjergenkeltstart, og en holdtidskørsel. Totalt blev der cyklet 3.423,8 km.
Alberto Contador vandt løbet sammenlagt foran Riccardo Riccò som vandt ungdomstrøjen og to etaper. Emanuele Sella vandt tre etaper og bjergtrøjen, mens Daniele Bennati vandt tre etaper og pointtrøjen.

## Etaper
| 1        | 10. maj | Palermo                              | 28,5 (TTT) | Slipstream-Chipotle  | Christian Vande Velde |
| 2        | 11. maj | Cefalù – Agrigento                   | 207        | Riccardo Riccò       | Franco Pellizotti     |
| 3        | 12. maj | Catania – Milazzo                    | 208        | Daniele Bennati      | Franco Pellizotti     |
| 4        | 13. maj | Pizzo Calabro – Catanzaro            | 187        | Mark Cavendish       | Franco Pellizotti     |
| 5        | 14. maj | Belvedere Marittimo – Contursi Terme | 170        | Pavel Brutt          | Franco Pellizotti     |
| 6        | 15. maj | Potenza – Peschici                   | 247        | Matteo Priamo        | Giovanni Visconti     |
| 7        | 16. maj | Vasto – Pescocostanzo                | 179        | Gabriele Bosisio     | Giovanni Visconti     |
| 8        | 17. maj | Rivisondoli – Tivoli                 | 200        | Riccardo Riccò       | Giovanni Visconti     |
| 9        | 18. maj | Civitavecchia – San Vincenzo         | 194        | Daniele Bennati      | Giovanni Visconti     |
| Hviledag |         |                                      |            |                      |                       |
| 10       | 20. maj | Pesaro – Urbino                      | 36 (ITT)   | Marzio Bruseghin     | Giovanni Visconti     |
| 11       | 21. maj | Urbania – Cesena                     | 193        | Alessandro Bertolini | Giovanni Visconti     |
| 12       | 22. maj | Forlì – Carpi                        | 171        | Daniele Bennati      | Giovanni Visconti     |
| 13       | 23. maj | Modena – Cittadella                  | 192        | Mark Cavendish       | Giovanni Visconti     |
| 14       | 24. maj | Verona – Alpe di Pampeago            | 195        | Emanuele Sella       | Gabriele Bosisio      |
| 15       | 25. maj | Arabba – Passo Fedaia                | 153        | Emanuele Sella       | Alberto Contador      |
| 16       | 26. maj | San Vigilio di Marebbe – Krönplatz   | 13,8 (ITT) | Franco Pellizotti    | Alberto Contador      |
| Hviledag |         |                                      |            |                      |                       |
| 17       | 28. maj | Sondrio – Locarno                    | 192        | André Greipel        | Alberto Contador      |
| 18       | 29. maj | Mendrisio – Varese                   | 182        | Jens Voigt           | Alberto Contador      |
| 19       | 30. maj | Legnano – Presolana                  | 228        | Vasil Kiryienka      | Alberto Contador      |
| 20       | 31. maj | Rovetta – Tirano                     | 224        | Emanuele Sella       | Alberto Contador      |
| 21       | 1. juni | Cesano Maderno – Milano              | 23,5 (ITT) | Marco Pinotti        | Alberto Contador      |

## Trøjernes fordeling gennem løbet
| Etape     | Rosa trøje            | Pointtrøje      | Bjergtrøje     | Ungdomstrøje         | Holdkonkurrence    |
| 02. etape | Christian Vande Velde | (ingen)         | (ingen)        | Chris Anker Sørensen | Slipstream         |
| 03. etape | Franco Pellizotti     | Riccardo Riccò  | Emanuele Sella | Chris Anker Sørensen | Liquigas           |
| 04. etape | Franco Pellizotti     | Daniele Bennati | Emanuele Sella | Morris Possoni       | Liquigas           |
| 05. etape | Franco Pellizotti     | Daniele Bennati | Emanuele Sella | Morris Possoni       | Liquigas           |
| 06. etape | Franco Pellizotti     | Daniele Bennati | Emanuele Sella | Morris Possoni       | Liquigas           |
| 07. etape | Giovanni Visconti     | Daniele Bennati | Emanuele Sella | Giovanni Visconti    | Astana             |
| 08. etape | Giovanni Visconti     | Daniele Bennati | Emanuele Sella | Giovanni Visconti    | CSF Group Navigare |
| 09. etape | Giovanni Visconti     | Riccardo Riccò  | Emanuele Sella | Giovanni Visconti    | CSF Group Navigare |
| 10. etape | Giovanni Visconti     | Daniele Bennati | Emanuele Sella | Giovanni Visconti    | CSF Group Navigare |
| 11. etape | Giovanni Visconti     | Daniele Bennati | Emanuele Sella | Giovanni Visconti    | Astana             |
| 12. etape | Giovanni Visconti     | Daniele Bennati | Emanuele Sella | Giovanni Visconti    | Astana             |
| 13. etape | Giovanni Visconti     | Daniele Bennati | Emanuele Sella | Giovanni Visconti    | Astana             |
| 14. etape | Giovanni Visconti     | Daniele Bennati | Emanuele Sella | Giovanni Visconti    | Astana             |
| 15. etape | Gabriele Bosisio      | Daniele Bennati | Emanuele Sella | Riccardo Riccò       | CSF Group Navigare |
| 16. etape | Alberto Contador      | Daniele Bennati | Emanuele Sella | Riccardo Riccò       | CSF Group Navigare |
| 17. etape | Alberto Contador      | Daniele Bennati | Emanuele Sella | Riccardo Riccò       | CSF Group Navigare |
| 18. etape | Alberto Contador      | Daniele Bennati | Emanuele Sella | Riccardo Riccò       | CSF Group Navigare |
| 19. etape | Alberto Contador      | Daniele Bennati | Emanuele Sella | Riccardo Riccò       | CSF Group Navigare |
| 20. etape | Alberto Contador      | Daniele Bennati | Emanuele Sella | Riccardo Riccò       | CSF Group Navigare |
| 21. etape | Alberto Contador      | Daniele Bennati | Emanuele Sella | Riccardo Riccò       | CSF Group Navigare |
| Vinder    | Alberto Contador      | Daniele Bennati | Emanuele Sella | Riccardo Riccò       | CSF Group Navigare |

## Resultater

### Sammenlagt –Maglia rosa
|    | Rytter                | Hold                  | Tid      |
| -- | --------------------- | --------------------- | -------- |
| 1  | Alberto Contador      | Astana Team           | 89:56.49 |
| 2  | Riccardo Riccò        | Saunier Duval-Scott   | + 1.57   |
| 3  | Marzio Bruseghin      | Lampre                | + 2.54   |
| 4  | Franco Pellizotti     | Liquigas              | + 2.56   |
| 5  | Denis Mensjov         | Rabobank              | + 3.37   |
| 6  | Emanuele Sella        | CSF Group-Navigare    | + 4.31   |
| 7  | Jurgen van den Broeck | Silence-Lotto         | + 6.30   |
| 8  | Danilo Di Luca        | LPR Brakes-Ballan     | + 7.15   |
| 9  | Domenico Pozzovivo    | CSF Group-Navigare    | + 7.53   |
| 10 | Gilberto Simoni       | Diquigiovanni-Androni | + 11.03  |

### Pointkonkurrencen –Maglia ciclamino
|   | Rytter          | Hold                | Point |
| - | --------------- | ------------------- | ----- |
| 1 | Daniele Bennati | Liquigas            | 189   |
| 2 | Emanuele Sella  | CSF Group-Navigare  | 138   |
| 3 | Riccardo Riccò  | Saunier Duval-Scott | 131   |
| 4 | Mark Cavendish  | Team High Road      | 106   |
| 5 | Paolo Bettini   | Quick Step          | 106   |

### Bjergkonkurrencen –Maglia verde
|   | Rytter                     | Hold                   | Point |
| - | -------------------------- | ---------------------- | ----- |
| 1 | Emanuele Sella             | CSF Group-Navigare     | 138   |
| 2 | Vasil Kiryjenka            | Tinkoff Credit Systems | 63    |
| 3 | Fortunato Baliani          | CSF Group-Navigare     | 48    |
| 4 | Julio Alberto Pérez Cuapio | CSF Group-Navigare     | 20    |
| 5 | Alessandro Bertolini       | Diquigiovanni-Androni  | 20    |

### Ungdomskonkurrencen –Maglia bianca
|   | Rytter                | Hold                | Tid       |
| - | --------------------- | ------------------- | --------- |
| 1 | Riccardo Riccò        | Saunier Duval-Scott | 89:58.46  |
| 2 | Jurgen van den Broeck | Silence-Lotto       | + 4.33    |
| 3 | Vincenzo Nibali       | Liquigas            | + 18.17   |
| 4 | Chris Anker Sørensen  | Team CSC            | + 1:02.12 |
| 5 | Matthew Lloyd         | Silence-Lotto       | + 1:03.55 |

## Deltagende hold
Giro d'Italia er ikke længere en del af UCI ProTour: Arrangøren stod derfor frit til at vælge hvilke hold som skulle inviteres til at deltage, og to af de 18 ProTour-hold (Bouygues Télécom og Crédit Agricole) blev ikke inviteret til løbet. Oprindelig var Astana heller ikke inviteret, men en uge før start fik de alligevel klarsignal, på bekostning af schweiziske NGC.
Med Alberto Contador til start var det første gang siden 1999 at den regerende Tour de France-vinder stillede til start i Giroen. I tillæg var de andre to Grand Tour-vindere fra 2007, Giro-vinder Danilo Di Luca og Vuelta-vinder Denis Mensjov med i løbet. Fire danskere var med, som alle køre på Team CSC.
| LPR Brakes | Ag2r-La Mondiale | Astana Team |
| - 01. Danilo Di Luca - 02. Paolo Bailetti - 03. Gabriele Bosisio - 04. Riccardo Chiarini - 05. Giairo Ermeti - 06. Jure Golcer - 07. Daniele Pietropolli - 08. Paolo Savoldelli - 09. Alessandro Spezialetti        | - 11. Tadej Valjavec - 12. Philip Deignan - 13. René Mandri - 14. Laurent Mangel - 15. Rinaldo Nocentini - 16. Nicolas Rousseau - 17. Blaise Sonnery - 18. Aleksandr Usov - 19. Jurij Krivtsov                    | - 21. Levi Leipheimer - 22. Alberto Contador - 23. Vladimir Gusev - 24. Antonio Colom - 25. Maksim Iglinskij - 26. Steve Morabito - 27. Andrej Mizurov - 28. Andreas Klöden - 29. Assan Basajev             |
| Barloworld | Caisse d'Epargne | Cofidis |
| - 31. Francesco Bellotti - 32. Patrick Calcagni - 33. Félix Cárdenas - 34. Steve Cummings - 35. Enrico Gasparotto - 36. Christian Pfannberger - 37. Carlo Scognamiglio - 38. Mauricio Soler - 39. Geraint Thomas    | - 41. Marlon Alirio Perez Arango - 42. Joan Horrach - 43. Vladimir Karpets - 44. Pablo Lastras - 45. Francisco Pérez Sanchez - 46. Mathieu Perget - 47. Joaquim Rodríguez - 48. José Rujano - 49. Luis Pasamontes | - 51. Mickaël Buffaz - 52. Kevin De Weert - 53. Bingen Fernández - 54. Nicolas Hartmann - 55. Steve Zampieri - 56. Yann Huguet - 57. Damien Monier - 58. Nick Nuyens - 59. Rik Verbrugghe                   |
| CSF Group Navigare | Euskaltel-Euskadi | Française des Jeux |
| - 61. Emanuele Sella - 62. Fortunato Baliani - 64. Luis Felipe Laverde - 65. Julio Alberto Perez Cuapio - 66. Filippo Savini - 67. Matteo Priamo - 68. Tiziano Dall'Antonia - 69. Domenico Pozzovivo                | - 71. Josu Agirre - 72. Lander Aperribai - 73. Koldo Fernandez - 74. Aitor Galdós - 75. Dionisio Galparsoro - 76. Markel Irizar - 77. Iñigo Landaluze - 78. Alan Pérez - 79. Iván Velasco                         | - 81. Mickaël Cherel - 82. Timothy Gudsell - 83. Yauheni Hutarovich - 84. Lilian Jegou - 85. Yoann Le Boulanger - 86. Guillaume Levarlet - 87. Jérémy Roy - 88. Tom Stubbe - 89. Jussi Veikkanen            |
| Team Gerolsteiner | Team High Road | Lampre-Fondital |
| - 91. Robert Förster - 92. Thomas Fothen - 93. Johannes Fröhlinger - 94. Oscar Gatto - 95. Sven Krauss - 96. Andrea Moletta - 97. Volker Ordowski - 98. Davide Rebellin - 99. Matthias Russ                         | - 101. Mark Cavendish - 102. André Greipel - 103. Adam Hansen - 104. Tony Martin - 105. Marco Pinotti - 106. Morris Possoni - 107. František Rabon - 108. Kanstantsin Siwtsow - 109. Bradley Wiggins              | - 111. Marzio Bruseghin - 112. Paolo Bossoni - 113. Fabio Baldato - 114. David Loosli - 115. Sylvester Szmyd - 116. Simon Spilak - 117. Mirco Lorenzetto - 118. Mauro Santambrogio - 119. Francesco Gavazzi |
| Liquigas | Quick Step | Rabobank |
| - 121. Daniele Bennati - 122. Kjell Carlström - 123. Dario Cataldo - 124. Vladimir Miholjevic - 125. Vincenzo Nibali - 126. Andrea Noè - 127. Franco Pellizotti - 128. Alessandro Vanotti - 129. Charles Wegelius   | - 131. Paolo Bettini - 132. Aleksandr Jefimkin - 133. Addy Engels - 134. Mauro Facci - 135. Juan Manuel Garate - 136. Hubert Schwab - 137. Kevin Seeldraeyers - 138. Andrea Tonti - 139. Giovanni Visconti        | - 141. Denis Mensjov - 142. Graeme Brown - 143. Bram de Groot - 144. Theo Eltink - 145. Mathew Hayman - 146. Dmitrij Kozontsjuk - 147. Gerben Löwik - 148. Paul Martens - 149. Mauricio Ardila              |
| Saunier Duval-Scott | Serramenti PVC Diquigiovanni - Androni Giocattoli | Silence-Lotto |
| - 151. Riccardo Riccò - 152. José Alberto Benítez - 153. Raivis Belohvošciks - 154. Eros Capecchi - 155. David Cañada - 156. Ermanno Capelli - 157. Iker Camano - 158. Luciano Pagliarini - 159. Leonardo Piepoli   | - 161. Gilberto Simoni - 162. Alessandro Bertolini - 163. Danilo Hondo - 164. Raffaele Illiano - 165. Ruslan Ivanov - 166. Gabriele Missaglia - 167. Daniele Nardello - 168. Carlos José Ochoa - 169. José Serpa  | - 171. Geert Steurs - 172. Dominique Cornu - 173. Francis De Greef - 174. Dries Devenyns - 175. Nick Gates - 176. Matthew Lloyd - 177. Robbie McEwen - 178. Jurgen van den Broeck - 179. Wim Vanhuffel      |
| Slipstream-Chipotle | Team CSC | Team Milram |
| - 181. Magnus Bäckstedt - 182. Julian Dean - 183. Ryder Hesjedal - 184. David Millar - 185. Jonathan Patrick McCarty - 186. Danny Pate - 187. Christopher Sutton - 188. Christian Vandevelde - 189. David Zabriskie | - 191. Anders Lund - 192. Bradley McGee - 193. Chris Anker Sørensen - 194. Gustav Erik Larsson - 195. Jason McCartney - 196. Jens Voigt - 197. Michael Blaudzun - 198. Nicki Sørensen - 199. Stuart O'Grady       | - 201. Erik Zabel - 202. Igor Astarloa - 203. Markus Eichler - 204. Sergio Ghisalberti - 205. Matej Jurco - 206. Alberto Ongarato - 207. Enrico Poitschke - 208. Fabio Sabatini - 209. Marco Velo           |
| Tinkoff Credit Systems | | |
| - 211. Jevgenij Petrov - 212. Vasil Kiryjenka - 213. Luca Mazzanti - 214. Alberto Loddo - 215. Mikhail Ignatjev - 216. Nikolaj Trusov - 217. Pavel Brutt - 218. Sergej Klimov - 219. Aleksandr Serov                | | |